# Jang Sok-chol
Jang Sok-chol (17 agosto 1975) è un calciatore nordcoreano, difensore dell'April 25.